# 神秘追随
《神秘追随》（英語：It Follows）是一部2014年大卫·罗伯特·米切尔编剧并执导的美国超自然恐怖片，麥卡·門羅主演。在2014年坎城影展上首映，温斯坦影业取得本片的北美发行权，美国于2015年3月13日有限上映，3月27日广泛公映。

## 劇情
一名少女安妮驚慌地從自家中逃出，似乎在躲避著什麼東西，然而她卻對鄰居表明她不需要幫助。之後她開車來到海邊、背對著海面坐在沙灘上，盯著空無一物的前方，淚流滿面地打電話和父親至別。而隔天清晨，安妮被發現遭殘忍虐殺棄屍於海邊。
居住在密歇根州的女大學生潔，與新交的男友休爾來到戲院看電影。過程中，休爾突然慌神地指出一名站在入口的女人，但潔卻看不到，休爾於是匆忙帶著潔離開戲院。第二次約會中，潔和休爾在車內發生性交，然而休爾轉身用藥物手帕迷昏潔。潔醒來後發現自己被綁在一張輪椅上，休爾向她解釋剛剛的性行為是為了傳遞一個詛咒：受诅咒的人会被一個靈體追殺，其存在只有受詛咒者本人才能用看到；該靈體可能會化作任何人物，以步行的速度靠近目標、將其殺害。然後诅咒不会消失，而是会回到上一個被诅咒的人身上。潔一開始以為他的說詞是無稽之談，然而很快現身一名裸體女子，開始朝著潔的所在位置走過去。當休爾確認該女子沒有朝向自己走後，立即開車將潔送回家後逃之夭夭。
潔被她的妹妹與朋友發現被扔在家門口，警方開始調查時無法找到那名裸體女子和休爾，但也查出休爾使用假身份。幾天后，康復的潔出院後回到學校，然而在上課時看到一名身著病人袍的老婦人朝自己走來，發現牠對於周圍人而言卻不存在。在難以相信下，潔的妹妹凱莉與朋友保羅和雅拉決定伸出援手，並在當晚陪潔住在一起。當天晚上，廚房的窗戶被人砸破，保羅前去調查但一無所獲；而潔看見一位半裸流著血的女人朝她走來，狂奔上樓尋找其他人，但他們都完全看不見那名女子。當一名高大凸眼的男子進到臥室後，潔逃出家中騎著腳踏車來到附近的兒童遊樂場，她的朋友隨後也來到這裡。
潔在鄰居葛雷格的幫助下，一行人發現休爾的真名為傑夫·瑞德蒙，並追蹤到他的現居地址。傑夫向所有人解釋說自己是迫不得已，表示他身上的詛咒是來自於某次一夜情，並再次強調潔可以通過性行為來將詛咒傳遞給其他人，確保詛咒永遠不會回到她們身上。一群人開車來到葛雷格在湖邊的房子躲避，而潔也在葛雷格的幫助下學會如何開槍。當所有人一同坐在海邊時，化成不同人形的靈體走到海邊開始攻擊潔。潔對牠開槍，卻發現牠中槍後還是會站起來。潔開著葛雷格的車逃跑，但在途中發生車禍撞進玉米田裡，左手骨折後送往醫院。
期間，葛雷格同意與潔發生性關係來傳遞詛咒，但之後卻發現葛雷格並沒有被任何人追隨。數日後，潔看見靈體化身葛雷格砸破窗戶後進入他的家中，試著打電話警告真的葛雷格，但電話無人接聽。潔跑進葛雷格的家中，發現惡靈化身為半裸的葛雷格的媽媽，跳起撲倒葛雷格，以強暴的方式殺害他。惡靈再次追隨潔，潔在內疚下只能開車逃跑後在戶外度過一晚，在第二天回到海邊打算赴死時，突然看到遠方船上的三名年輕男子。她脫下衣服走進水中，意識到該靈體不能下水，想到對付策略後回到家中，而她同時回絕保羅的主動求歡。
一行人計畫引誘靈體進入奧克蘭大學的游泳池，向水裡投擲插著電的電器用品以觸電形式消滅，所有人來到游泳館中做好完全準備，潔獨身換衣踏入泳池中等待。不久，靈體化身潔與凱莉的已故父親形象走進游泳館中，開始朝潔丟擲電器用品來引出她。保羅開槍打算射殺靈體時卻不慎誤傷雅拉，但最後成功擊中牠的頭部，使其掉進泳池中。潔奮力想離開泳池，但靈體在水中緊抓住潔的腳不放，直到保羅開槍命中牠的頭部而讓潔順利逃脫，但她腳踝上還是留下明顯的黑色手印。當所有人詢問靈體的狀況時，而潔只在池中望見滿水的鮮血。
最後，潔與保羅發生性交，保羅又將詛咒通過性交傳給路邊的妓女。當一切安好後，潔與保羅手牽手走在路上，而當時還是有人跟在他們的身後。

## 演員
- 麥卡·門羅 飾 潔米·“潔”·海特（Jaime "Jay" Height）
- 凱爾·吉克瑞斯特 飾 保羅（Paul）
- 奧莉維亞·露卡迪 飾 雅拉（Yara）
- 莉莉·希比 飾 凱莉·海特（Kelly Height）
- 丹尼爾·佐瓦托 飾 葛雷格·漢寧根（Greg Hannigan）
- 傑克·委瑞 飾 傑夫·瑞德蒙/休爾（Jeff Redmond / Hugh）

此外英，格里德·莫提默爾、艾莉克西斯·斯普瑞德琳、麥可·藍尼爾、唐·哈爾斯和艾倫·史東飾演化作的各種人物的「惡靈」。

## 製作
編劇兼導演大衛·勞勃·米切爾以小時候多次夢見被跟蹤的經歷作為本片的靈感來源：「我在非常小的時候做了這個惡夢。我做了很多次這個惡夢，到現在我依然記得其中的景象。我並沒有在電影中使用那些景象，而使用了基本的想法和當時的感覺。以我的了解，那是關於焦慮的夢。不管我當時經歷了什麼，我的父母在我那段歲月中離婚，所以我想像這兩者之間也許有關聯。」性接觸傳染的想法是在稍後加入故事中的，米切爾希望能有一種在人們之間傳遞的東西。米切爾在2011年開始撰寫本片的劇本，同一時間他也在著手進行個人第二部長篇電影的拍攝工作；然而，該片拍攝並不順利，因此米切爾決定讓《靈病》成為他個人的第二部長篇電影。在籌備拍攝期間，米切爾發現到電影的概念難以解釋，因此在被問到作品細節時，米切爾拒絕討論劇情內容，並在隨後解釋道「當你大聲說出來的時候，那聽起來像是有史以來最糟糕的事。」
電影於2013年在密歇根州底特律取景拍摄。導演大衛·勞勃·米切爾使用了廣角鏡頭拍攝，讓畫面呈現廣闊的效果。電影的構成和視覺風格受到喬治·羅密歐和約翰·卡本特的影響。

## 詮釋
電影評論家間對於《靈病》中「它」的由來和電影的象徵性有各種不同的詮釋。部分評論家將電影主題詮釋為關於愛滋病、性傳染病和性革命的寓言，以及探討對於親密行為的「原焦慮」（primal anxieties）。
導演米切爾曾表示：「我個人對於『它』從何而來並不感興趣。對我來說，這是夢境裡的邏輯，他們身處在一場惡夢中，當你在惡夢裡時，沒有可以解決惡夢的辦法。即使你試圖要解決它。」米切爾說女主角潔「因為性而讓自己身陷危險，而性是一種能讓她從那樣的危險中脫離的方式⋯⋯我們在這個世界存在的時間有限，我們難逃一死⋯⋯但愛和性是兩種能讓我們至少暫時逃離死亡的方式。」
必死性（mortality）是電影主要的命題；對於死亡之不可避免性的存在主義恐懼，以及人們如何試圖（並且失敗的）延後死亡。在電影中使用了三段引言來強調這個主題。當傑在英語課堂上時，她的老師正誦讀T·S·艾略特的《普魯弗洛克的情歌》（The Love Song of J. Alfred Prufrock），而雅拉則朗誦了費奧多爾·杜斯妥也夫斯基《白痴》書中關於死亡之迫切性的段落。

## 發行
《靈病》於2014年5月17日在第67屆坎城影展上首映。之後於2015年2月4日在法國公開上映，之後於2月27日在英國上映。同年2月27日，在美國部分戲院有限上映，3月13日開始大規模在1,200間戲院正式上映。台灣亦同步在2015年3月13日上映，由華聯國際代理發行。之後，本片在加拿大於2015年3月27日有限上映，並由Mongrel Media發行。

## 评价
烂番茄新鲜度95%，Metacritic上37家媒体综评83分，获得了普遍赞誉。
2023年8月，爛番茄將本片列名為「100部最佳2010年代恐怖片」排行榜第9名。